# Stuart Holden (darter)
Stuart Holden (27 september 1955) is een voormalige Engelse darter die uitkwam bij organisaties zoals de British Darts Organisation en later de Professional Darts Corporation.
Holden deed mee aan enkele bekende toernooien in de jaren tachtig, waaronder de World Masters van 1980 en het BDO World Darts Championship 1983, waar hij respectievelijk tegen Jocky Wilson en Les Capewell verloor in de eerste ronde. Hij bereikte ook de tweede ronde van de British Professional in 1982 en versloeg onder meer Rab Smith voordat hij verloor van Eric Bristow.
In 2007 maakte Holden een comeback bij de PDC, waar hij zich kwalificeerde voor de UK Open en de Las Vegas Desert Classic. Hij wist zich door de kwalificaties te slaan, maar viel al vroeg uit tegen Nigel Birch en Gary Mawson in deze toernooien.